# لين بارى
لين بارى (بالإنجليزية: Lynn Bari)‏ هي ممثلة أمريكية، ولدت في 18 ديسمبر 1913 في الولايات المتحدة، وتوفيت في 20 نوفمبر 1989 بسانتا باربارا في الولايات المتحدة بسبب نوبة قلبية.

## أعمال

### أفلام
- (1936) زيجفيلد العظيم
- (1937) علي بابا يذهب إلى البلدة
- (1941) دماء ورمال
- (1943) مرحا فريسكو مرحا

## وصلات خارجية
- لين بارى على موقع IMDb (الإنجليزية)
- لين بارى على موقع ألو سيني (الفرنسية)
- لين بارى على موقع تيرنر كلاسيك موفيز (الإنجليزية)
- لين بارى على موقع أول موفي (الإنجليزية)
- لين بارى على موقع قاعدة بيانات الأفلام السويدية (السويدية)
- لين بارى على موقع إن إن دي بي (الإنجليزية)
- لين بارى على موقع قاعدة بيانات الفيلم (الإنجليزية)
- لين بارى على موقع كينوبويسك (الروسية)